# Bogdan Hussakowski
Bogdan Hussakowski est un réalisateur, acteur, metteur en scène et scénariste polonais né le 3 septembre 1941 à Zakopane et mort le 5 novembre 2010 à Cracovie.

## Biographie

### Études
Il est diplômé du département d'interprétation de l'école nationale supérieure de théâtre Ludwik-Solski et du département de mise en scène de l'académie de théâtre Alexandre-Zelwerowicz.

### Carrière
Il travaille avec le théâtre Stary de Cracovie et les théâtres de Poznań, Opole et Varsovie.
Depuis 1967, il enseigne à l'école nationale supérieure de théâtre Ludwik-Solski, au département de mise en scène.
De 1975 à 1979, il est directeur artistique du théâtre Jan Kochanowski à Opole.
De septembre 1979 à août 1992, il est directeur du théâtre Stefan Jaracz à Łódź et, de 1992 à 1999, du théâtre Juliusz-Słowacki à Cracovie.
Il est le réalisateur de nombreuses productions télévisées. Il dirige également des théâtres d'opéra.
Il réalise des mises en scène en URSS, au Japon, en Yougoslavie, en France et en Norvège.

### Mort
Il meurt le 5 novembre 2010 à Cracovie. Hussakowski est inhumé au cimetière de Podgórski (section XXI-ouest-26).

## Récompenses et distinctions
En 1974, il reçoit le Grand Prix du Festival de Prague - le Prague d'or - pour le film musical Jutro adapté de la nouvelle Pour demain de Joseph Conrad.
Le 4 octobre 2006, il est nommé citoyen d'honneur de la voïvodie d'Opole.
En 2008, il reçoit la médaille d'argent du Mérite culturel polonais Gloria Artis.